# Lamenay-sur-Loire
Lamenay-sur-Loire település Franciaországban, Nièvre megyében. Lakosainak száma 68 fő (2022. január 1.). Lamenay-sur-Loire Gannay-sur-Loire, Charrin, Cossaye és Saint-Hilaire-Fontaine községekkel határos.

## Népesség
A település népességének változása:
| Lakosok száma | 55   | 52   | 57   | 61   | 66   | 68   | 71   | 72   | 68   |
|               | 2013 | 2015 | 2016 | 2017 | 2018 | 2019 | 2020 | 2021 | 2022 |